# Ruby Junction/East 197th Avenue megállóhely
Ruby Junction/East 197th Avenue megállóhely a Metropolitan Area Express kék vonalának megállója az Oregon állambeli Greshamben.
A megálló a Burnside utca és a délkeleti 197. sugárút kereszteződésében található. A Ruby Junction egykor a Portland Montavilla kerületén át Troutdaleig közlekedő villamosok elágazása volt, a mai peronok ettől keletre fekszenek; 1927-től 1940-ig már csak a Bull Runig (később csak Greshamig) üzemelő vonalrész működött.
Itt található a Ruby Junction kocsiszín; a vezetők gyakran itt cserélnek műszakokat, és a garázsmenetek is eddig járnak. Az épületet a sárga vonal 2004-es megnyitásával kibővítették.
A megálló a megnyitástól 1988-ig a négyes-, 2012 szeptemberéig, a zónarendszer felszámolásáig pedig a hármas tarifazónába tartozott.
| Előző állomás                                              |  | Metropolitan Area Express |  | Következő állomás                       |
| ---------------------------------------------------------- |  | ------------------------- |  | --------------------------------------- |
| Rockwood/E 188th Avetovább Hatfield Government Center felé |  | Kék vonal                 |  | Civic Drivetovább Cleveland Avenue felé |

## Fordítás
- Ez a szócikk részben vagy egészben  a   Ruby Junction/East 197th Avenue MAX Station című angol Wikipédia-szócikk ezen változatának fordításán alapul.  Az eredeti cikk szerkesztőit annak laptörténete sorolja fel. Ez a jelzés csupán a megfogalmazás eredetét és a szerzői jogokat jelzi, nem szolgál a cikkben szereplő információk forrásmegjelöléseként.